# ステイラック
株式会社ステイラック（英: Stay Luck Inc.）は、日本の声優事務所。日本声優事業社協議会会員。

## 歴史
アクロスエンタテインメントに所属していた声優の浪川大輔が2012年6月に設立。2014年3月末、浪川大輔がアクロスエンタテインメントを円満退社し、同年4月1日より個人事務所として運営していた。
2015年10月 - 12月、ワークショップを短期開校。
翌年2月、フリーとして活動していた杉山紀彰が所属し、同年4月には、ワークショップを経て5人の声優が預かり所属となる。
2016年4月、ステイラック付属養成所「Follow-Up」が始動。
2017年からは「&(アンド)大阪校」を運営していたネクシード、プランダスにケンユウオフィスと共に加わる形で「養成所K.N.P.S,BRAINS」の共同運営を始める。
2020年3月、アクロスエンタテインメント・賢プロダクション・ムーブマンと共に、現役声優がマンツーマンで教えるパーソナルオンライントレーニングシステム「SPOT」を開発。講師として所属声優がレッスンを担当している。2023年には『冒険大陸 アニアキングダム』、『ゴー!ゴー!びーくるずー』に出演する声優オーディションを「SPOT」にて所属者の中から募集しており、合格者には12月放送に登場するキャラクターの担当声優がを「SPOT」から所属者が演じることになっている。
『最響カミズモード!』でもキャスティング事務に関わっている他、近年は音響制作にも携わり、2022年夏配信のアニメ「ROLY POLY PEOPLES」では、製作委員会にも名を連ねている。
2024年5月、事務所を東京都渋谷区渋谷3丁目17番4号 山口ビル7階から同区東1丁目26番30号 SHIBUYA EAST BLDG.5階へ移転。

## 所属声優
2025年4月現在。

### 男性
- 朝田陽貴
- 石井瑞樹
- 石川界人
- いとうさとる
- 越後屋コースケ
- 神田優
- 金城大和
- 黒田浩一
- 佐伯ユウスケ（業務提携）
- 沢城千春
- 杉山紀彰
- 左座翔丸
- 橘龍丸
- 辻親八
- 虎島貴明
- 中山亮太
- 浪川大輔（代表取締役）
- 野津山幸宏
- 晴一ユウ
- 真白健太朗
- 水上歩夢
- 藤原聖侑
- 村井雄治
- 森田成一
- 山下タイキ
- 山本祐也
- 吉田和生

### 女性
- 逢沢ゆりか
- 藍田紗矢華
- 綾瀬みゆう
- 伊藤さや香
- 折井あゆみ
- 和優希
- 萱間円佳
- 烏田麻衣
- 川村海乃
- 木南亜莉沙
- 久保ユリカ
- 粂ゆうな
- 國府咲月
- 小柳日菜
- 小若和郁那
- 斉藤梨絵
- 咲川ひなの
- 新福桜
- 諏訪ななか（業務提携）
- 高梁碧
- 田中ちえ美
- 田辺留依
- 積田陽乃香
- 中島愛（業務提携）
- 中野さいま
- 拝師みほ
- 引坂理絵
- 堀籠沙耶
- 前田玲奈
- 真野あゆみ
- 丸山京夏
- 宮白桃子
- 村川梨衣
- 家治里歩
- 吉川りり
- 若佐なつみ
- 若松来海

## かつて所属していた声優

### 男性
- 鳴瀬友希（現所属：REBOOT）
- 橋本祐樹
- 林瑞貴（引退）

### 女性
- 小市眞琴（現所属：tomorrow jam）
- 香月はるか（フリー）
- 高橋雛子（現所属：青二プロダクション）
- 水森ちこ（現所属：BLACK SHIP）
- 森永千才（現所属：tomorrow jam）
- 吉森未沙希（現所属：アミュレート）

## キャスティング協力・音響制作
- ポプテピピック（2018年）
- ギャルと恐竜（2020年）
- 最響カミズモード!（2020年）
- ROLY POLY PEOPLES（2022年）
- 冒険大陸 アニアキングダム（2023年） - 賢プロダクションと折半
- ビックリメン（2023年） - 賢プロダクションと折半
- 青のミブロ（2024年）
- 真・侍伝YAIBA（2025年）
- プリンセッション・オーケストラ（2025年）